# Say You Will
Say You Will é o décimo sétimo álbum de estúdio da banda anglo-americana de rock Fleetwood Mac, lançado em abril de 2003.
O disco foi o primeiro da banda desde Kiln House (1970) sem a da tecladista e vocalista Christine McVie como integrante, que havia deixado o grupo em 1998, e participa apenas com gravações antecessoras às sessões do álbum. Com o retorno de Lindsey Buckingham, que não gravava obras inéditas com a banda há 16 anos, o projeto foi o mais bem sucedido da banda nas paradas desde Mirage, de 1982.

## Faixas
1. "What's the World Coming To" (Buckingham/Raymond) - 3:49
2. "Murrow Turning Over in His Grave" (Buckingham)   - 4:13
3. "Illume" 	 (Nicks) - 4:51
4. "Thrown Down"  (Nicks) - 4:02
5. "Miranda" 	 (Buckingham) - 4:19
6. "Red Rover" 	 (Buckingham) - 3:58
7. "Say You Will" (Nicks)      - 3:49
8. "Peacekeeper"  (Buckingham) - 4:12
9. "Come" 	 (Buckingham/Heywood) - 6:00
10. "Smile at You" (Nicks) - 4:33
11. "Running Through the Garden" (Kennedy/Nicholson/Nicks) - 4:35
12. "Silver Girl"  (Nicks) - 4:00
13. "Steal Your Heart Away" (Buckingham) - 3:33
14. "Bleed to Love Her" 	  (Buckingham) - 4:07
15. "Everybody Finds Out"   (Nicks/Nowels) - 4:29
16. "Destiny Rules" 	  (Nicks) - 4:27
17. "Say Goodbye" 	  (Buckingham) - 3:26
18. "Goodbye Baby" 	  (Nicks) - 3:52